# Duca di Montalto
Il Duca di Montalto è stato un titolo nobiliare del Regno di Napoli, creato il 27 maggio 1507 da Ferdinando II d'Aragona a beneficio del nipote Ferdinando, figlio naturale di Ferdinando I di Napoli. Il titolo era poggiato sul Ducato di Montalto, uno stato feudale corrispondente all'odierno comune di Montalto Uffugo, in provincia di Cosenza.

## Storia
Il 27 maggio 1507, il sovrano Ferdinando II d'Aragona, re di Napoli, concesse ad un suo parente, anch'egli nominato Ferdinando d'Aragona, figlio naturale di Ferdinando I di Napoli, con il titolo di duca, il castello di Montalto, nella Calabria Citeriore. Tale concessione venne fatta da parte del monarca come ricompensa per avergli sottratto altri feudi precedentemente concessi, che erano stati dapprima confiscati a Roberto Sanseverino, poi restituiti dopo la pace con i Francesi.
Ferdinando d'Aragona Guardato morì nel 1542, e gli succedette il figlio Antonio (1506-1543), il quale morì dopo soli otto mesi dall'investitura. Questi, sposato in prime nozze con Ippolita della Rovere dei duchi di Urbino, da cui non ebbe figli, si risposò con la siciliana Antonia Cardona Gonzaga dei conti di Collesano, da cui ebbe i figli Pietro e Antonio. Pietro d'Aragona Cardona, III duca di Montalto († 1553), morì celibe e senza figli, e gli succedette il fratello minore Antonio, con il quale gli Aragona persero il possesso del Ducato.
Antonio d'Aragona Cardona, IV duca di Montalto, morì nel 1584, e come eredi ebbe due figlie femmine, avute dal primo matrimonio con María de la Cerda y Manuel de Portugal dei duchi di Medinaceli, delle quali la primogenita, Maria d'Aragona La Cerda, sposò l'anno successivo Francesco Moncada, principe di Paternò, ed attraverso questa unione lo Stato di Montalto e gli altri titoli e feudi di famiglia passarono in dote ai Moncada, importante dinastia nobile siciliana. Nel 1595 il Duca di Montalto ricevette la dignità di Grande di Spagna, che venne successivamente riconosciuta quale ereditaria.
Dopo il 1713, alla morte del principe Ferdinando Moncada Aragona, il titolo di Duca di Montalto passò agli Alvarez de Toledo, avendo l'unica figlia Caterina contratto matrimonio con Giuseppe Alvarez de Toledo, duca di Ferrandina. Il cugino Luigi Guglielmo Moncada Branciforte, duca di San Giovanni, si oppose alla successione dei titoli in favore di Caterina iniziando una lite giudiziale che si protrasse fino al 1752, quando il Tribunale della Regia Gran Corte assegnò il Ducato di Montalto e il Ducato di Bivona e gli altri feudi collegati ai Duchi di Ferrandina, e gli altri Stati feudali dei Moncada come il Principato di Paternò ai Duchi di San Giovanni.
Il Ducato di Montalto quale entità amministrativa fu soppresso nel 1806, in epoca napoleonica, per effetto della promulgazione delle leggi eversive della feudalità, con le quali veniva abolito il feudalesimo nel territorio del Regno di Napoli. L'ultimo duca all'epoca dell'eversione della feudalità fu Francisco de Borja Álvarez de Toledo. Il titolo di Duca di Montalto continuò tuttavia ad essere riconosciuto in Spagna, avendo quale ultimo titolare Joaquín Álvarez de Toledo y Caro (1894-1955).

## Cronotassi dei Duchi di Montalto
- Ferdinando d'Aragona (1507-1543)
- Antonio d'Aragona Folch de Cardona (1506-1543)
- Pietro d'Aragona Cardona (1543-1553)
- Antonio d'Aragona Cardona (1553-1584)
- Maria d'Aragona La Cerda (1584-1610)
- Antonio d'Aragona Moncada (1610-1631)
- Luigi Guglielmo I Moncada (1631-1672)
- Ferdinando Moncada Aragona (1672-1713)
- Teresa Moncada d'Aragona y Fajardo (1713-1727)
- Fadrique Vicente Álvarez de Toledo y Osorio (1727-1753)
- Antonio Álvarez de Toledo y Pérez de Guzmán el Bueno (1753-1773)
- José María Álvarez de Toledo y Gonzaga (1773-1796)
- Francisco de Borja Álvarez de Toledo y Gonzaga (1796–1806)